# Чемпионат Европы по настольному теннису 2003
24-й Чемпионат Европы по настольному теннису проходил с 29 марта по 6 апреля 2003 года в Курмайёре (Италия).

## Медалисты

### Мужчины
| Разряд               | Золото                                                           | Серебро                                                                                      | Бронза                                                                        |
| -------------------- | ---------------------------------------------------------------- | -------------------------------------------------------------------------------------------- | ----------------------------------------------------------------------------- |
| Одиночный разряд     | Владимир Самсонов                                                | Торбен Восик                                                                                 | Тимо Болль                                                                    |
| Одиночный разряд     | Владимир Самсонов                                                | Торбен Восик                                                                                 | Йёрг Росскопф                                                                 |
| Парный разряд        | Евгений Щетинин Чэнь Вэйсин                                      | Дмитрий Мазунов Алексей Смирнов                                                              | Слободан Гружич Александр Каракашевич                                         |
| Парный разряд        | Евгений Щетинин Чэнь Вэйсин                                      | Дмитрий Мазунов Алексей Смирнов                                                              | Вернер Шлагер Карл Йиндрак                                                    |
| Командное первенство | Беларусь · Евгений Щетинин · Владимир Самсонов · Дмитрий Чумаков | Германия · Торбен Восик · Тимо Болль · Йёрг Росскопф · Бастиан Штегер · Золтан Фейер-Коннерт | Швеция · Петер Карлссон · Йёрген Перссон · Фредрик Хаканссон · Йенс Лундквист |

### Женщины
| Разряд               | Золото                                                                  | Серебро                                                                   | Бронза                                                     |
| -------------------- | ----------------------------------------------------------------------- | ------------------------------------------------------------------------- | ---------------------------------------------------------- |
| Одиночный разряд     | Отилия Бэдеску                                                          | Вэньлин Тань-Монфардини                                                   | Николета Стефанова                                         |
| Одиночный разряд     | Отилия Бэдеску                                                          | Вэньлин Тань-Монфардини                                                   | Силвия Эрдельи                                             |
| Парный разряд        | Тамара Борош Михаэла Штефф                                              | Чилла Баторфи Кристина Тот                                                | Светлана Ганина Ирина Палина                               |
| Парный разряд        | Тамара Борош Михаэла Штефф                                              | Чилла Баторфи Кристина Тот                                                | Силвия Эрдельи Ана-Мария Эрдельи                           |
| Командное первенство | Италия · Николета Стефанова · Вэньлин Тань-Монфардини · Лаура Негризоли | Хорватия · Тамара Борош · Корнелия Молнар · Андреа Бакула · Сандра Паович | Румыния · Михаэла Штефф · Адриана Настасе · Отилия Бэдеску |

### Микст
| Разряд           | Золото                     | Серебро                       | Бронза                       |
| ---------------- | -------------------------- | ----------------------------- | ---------------------------- |
| Смешанный разряд | Вернер Шлагер Кристина Тот | Чэнь Вэйсин Виктория Павлович | Луцьян Блащик Отилия Бэдеску |
| Смешанный разряд | Вернер Шлагер Кристина Тот | Чэнь Вэйсин Виктория Павлович | Дамьен Элуа Анн-Клэр Палю    |